# Polyommatus albolimbata
Polyommatus albolimbata är en fjärilsart som beskrevs av Fritsch 1921. Polyommatus albolimbata ingår i släktet Polyommatus och familjen juvelvingar. Inga underarter finns listade i Catalogue of Life.